# Florin Bejan
Florin Bejan (n. 28 martie 1991, Mangalia, Constanța, România) este un fotbalist român, care evoluează pe postul de fundaș central la clubul din SuperLiga României, FC Hermannstadt.
Este un produs al academiei Stelei, unde a ajuns în 2007. Din 2009 până în 2011 a evoluat pentru echipa secundă a roș-albaștrilor. În 2011 a semnat cu FC Viitorul Constanța, iar în iarna lui 2014 a devenit jucătorul lui ASA Târgu Mureș.
În 2015 a fost aproape de a cuceri titlul de campion al României cu ASA Târgu Mureș, într-o luptă "umăr la umăr" cu Steaua București, dar a fost nevoit să se mulțumească doar cu titlul de vicecampion al României. Timp de aproape două sezoane a fost unul dintre cei mai buni componenți ai echipei, de unde avea să plece în 2016 la KS Cracovia din Polonia.
În februarie 2017 revine în Liga I, sub formă de împrumut, la echipa antrenată de Dan Alexa, Concordia Chiajna, iar în vară semnează cu Astra Giurgiu pentru următoarele două sezoane competiționale.
În vara anului 2019 este adus de antrenorul Eugen Neagoe pe postul de fundaș central la FC Dinamo București.
În mai 2021, s-a despărțit de Dinamo, iar în iulie același an a semnat un contract cu divizionara secundă FC Hermannstadt.

## Palmares
- ASA Târgu Mureș
  - Supercupa României: 2015